# PGC 52112
LEDA/PGC 52112 ist eine spiralförmige Seyfertgalaxie vom Hubble-Typ Sc im Sternbild Jungfrau. Sie ist schätzungsweise 379 Millionen Lichtjahre von der Milchstraße entfernt und hat einen Durchmesser von etwa 55.000 Lichtjahren. Vom Sonnensystem aus entfernt sich das Objekt mit einer errechneten Radialgeschwindigkeit von näherungsweise 8.500 Kilometern pro Sekunde.